# Periconia algeriana
Periconia algeriana är en svampart som beskrevs av Lunghini 1978. Periconia algeriana ingår i släktet Periconia, ordningen Pleosporales, klassen Dothideomycetes, divisionen sporsäcksvampar och riket svampar.   Inga underarter finns listade i Catalogue of Life.